# Água Comprida
Água Comprida est une municipalité brésilienne de l'État du Minas Gerais et la microrégion d'Uberaba.